# Clausola di eternità
La clausola di eternità è una clausola, contenuta nelle costituzioni degli stati, che solitamente non è modificabile né permette di modificare alcuni principi costituzionali a cui si riferisce.

## Descrizione
Tali "clausole di eternità" sono solitamente inserite nelle costituzioni per fare in modo che certi principi non possano essere mai abrogati o che possano essere modificati solo con una maggioranza molto ampia.

## Clausole di eternità nel mondo

### Francia
Similmente all'Italia, anche la Costituzione francese all'art. 89 prevede che la forma repubblicana non possa essere oggetto di revisione costituzionale.

### Germania

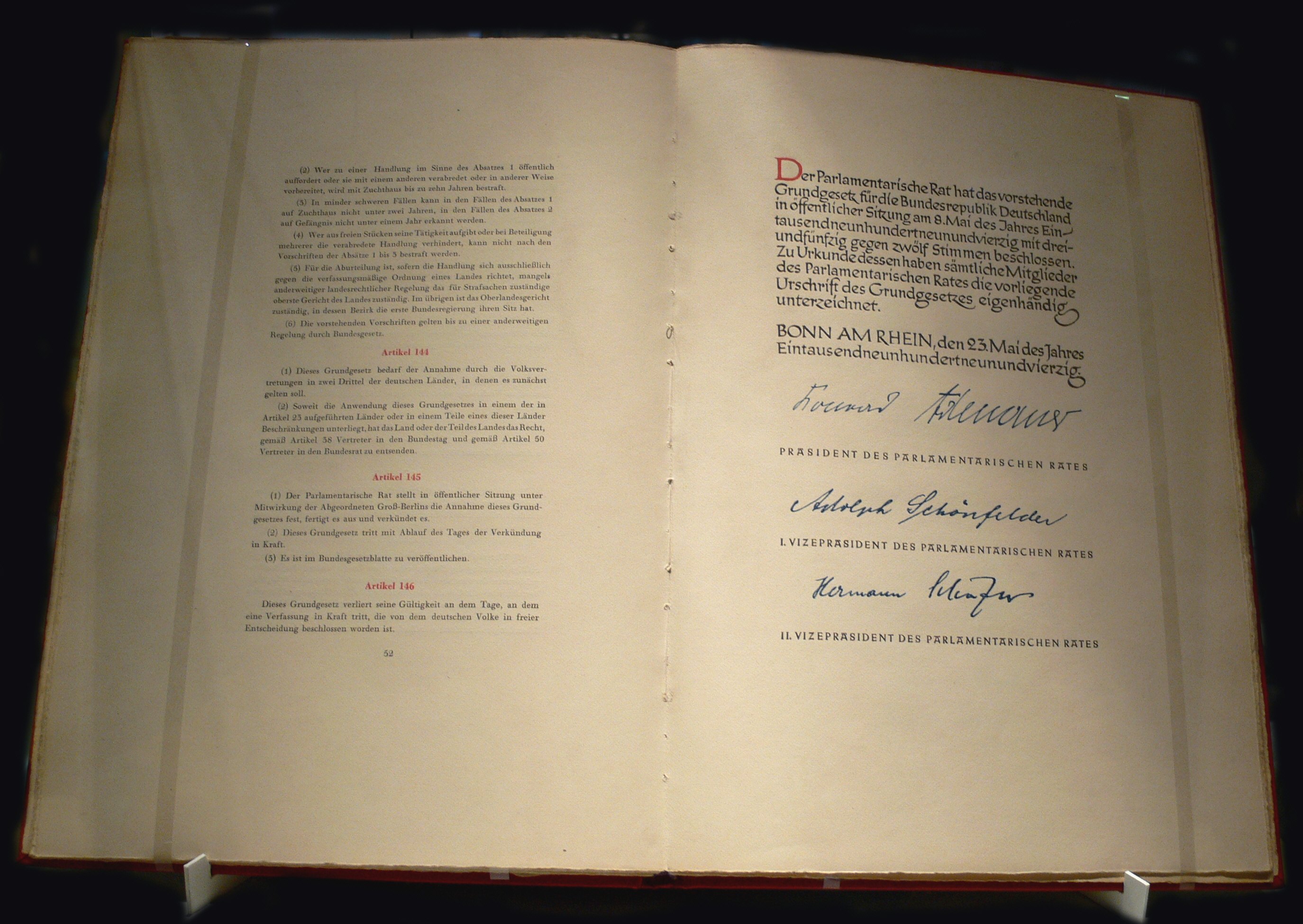
La legge fondamentale tedesca.

La Legge fondamentale tedesca stabilisce all'art. 79, par. 3 una complessa clausola di eternità (appunto chiamata Ewigkeitsklausel), che proibisce di modificare diversi principi costituzionali in un qualunque modo. Vengono esplicitamente indicati come intoccabili i primi 20 Articoli della Legge fondamentale.

### Italia
L'art. 139 della Costituzione italiana stabilisce che non si può cambiare la forma repubblicana dello stato.

### Stati Uniti
L'Articolo V della Costituzione statunitense attualmente prevede che il principio contenuto nell'Articolo I, sezione 3 - ovvero l'equa rappresentazione degli Stati federati al Senato - non possa essere emendato. Tale clausola è stata comunemente interpretata come l'obbligo di avere un eguale numero di seggi per ogni Stato federato.
L'Articolo V stesso in passato prevedeva altri divieti di modificazione, ma sono stati eliminati già all'inizio dell'Ottocento.